# Jagodnik
Jagodnik je naselje v Občini Mokronog - Trebelno. Ustanovljeno je bilo leta 2000 iz dela ozemlja naselja Podturn. Leta 2015 je imelo 40 prebivalcev.